# Heizkraftwerk Nord (Bonn)
Das mit Erdgas befeuerte Heizkraftwerk Nord (HKW Nord)  der Stadtwerke Bonn (SWB) im Bonner Stadtteil Weststadt versorgt einen großen Teil Bonns mit elektrischer Energie und Fernwärme.

## Geschichte

### Elektrizitätswerk
Der Standort an der Bonner Karlstraße wird bereits seit mehr als einem Jahrhundert zur Stromerzeugung genutzt. Das erste Elektrizitätswerk versorgte Bonn ab 1899. 1905 kam die erste Dampfturbine zum Einsatz. Zur Dampferzeugung wurde bis 1914 Steinkohle, danach bis 1998 Braunkohle als Brennstoff verfeuert.

### Umbau zum Heizkraftwerk
Nach dem Zweiten Weltkrieg wurden die Gebäude des HKW Nord zu Beginn der 1950er-Jahre wiederaufgebaut. Im Jahr 1951 fiel der Entschluss, das E-Werk zum Heizkraftwerk umzubauen und in die Fernwärmeversorgung einzusteigen. Seitdem wurde das HKW Nord mehrfach modernisiert und erweitert. So wird seit 1992 ein Teil des Dampfes aus der benachbarten Müllverbrennungsanlage (MVA) an das HKW Nord ausgekoppelt.
Am 19. Oktober 1994 ereignete sich im HKW Nord ein schweres Unglück, bei dem sechs Menschen starben. Bei einer Überprüfung von Sicherheitsventilen war ein unter Druck stehendes Rohr abgerissen. Der ausströmende heiße Dampf verbrühte mehrere Mitarbeiter, vier Männer starben noch am Unglücksort, zwei weitere erlagen in den nächsten Tagen im Krankenhaus ihren Verletzungen. Ein Gutachten führte anderthalb Jahre später bislang unbekannte Zersetzungsprozesse im Steigrohr des Kessels als Ursache für das Bersten des Rohres auf.
Im Jahr 1998 wurde im Rahmen einer Modernisierung die Braunkohlefeuerung eingestellt und eine Gasturbine installiert. Als Brennstoff kommt seitdem Erdgas zum Einsatz.

### Umbau zum GuD-Kraftwerk
Anfang der 2000er-Jahre gab es erste Überlegungen, das HKW Nord zum GuD-Heizkraftwerk zu erweitern. Durch die Erweiterung sollte die Stromproduktion von 230 GWh/a auf 575 GWh/a gesteigert werden, womit ca. die Hälfte des Bonner Stroms im HKW Nord erzeugt werden würde. Die Ausschreibungen erfolgten 2007 und 2008, auf den Einsatz eines Generalunternehmers wurde verzichtet, wodurch die Baukosten um 40 Millionen Euro verringert werden sollten. Die Kosten für die Erweiterung des Heizkraftwerks wurden mit 80 Millionen Euro beziffert, davon entfallen alleine 22 Millionen Euro auf die neue Dampfturbine.
Am 19. April 2010 erfolgte der Baubeginn, im Juni 2012 konnte Richtfest gefeiert werden. Die offizielle Inbetriebnahme erfolgte schließlich am 19. Juli 2013.
Seit 2018 produziert das HKW nicht nur Fernwärme und Strom, sondern versorgt auch ein neues Fernkältenetz in der Karlstraße. Hierzu wurden zwei Absorptionskältemaschinen mit einer Kühlleistung von je 400 kW aufgebaut. Über ein 700 m langes Fernkältenetz können die technischen Anlagen sowie die Büro- und Schalträume des HKW Nord klimatisiert werden. Außerdem soll auch der Neubau der SWB-Tochter Bonn-Netz mit der im Heizkraftwerk produzierten Kälte versorgt werden.
Auf dem Dach des HKW Nord befindet sich zusätzlich eine Photovoltaikanlage zur Stromerzeugung.

## Technische Daten
| Block | Brennstoff                                        | Nennleistung | Gasturbine      | Dampfturbine | Baubeginn | Inbetriebnahme | Stilllegung |
| ----- | ------------------------------------------------- | ------------ | --------------- | ------------ | --------- | -------------- | ----------- |
| GuD   | Erdgas sowie Restmüll und Ersatzbrennstoffe (MVA) | 128,8 MW     | 24,5 MW 30,3 MW | 74 MW        | 2010      | 2013           | in Betrieb  |

Die maximale thermische Leistung, die an das Fernwärmenetz ausgekoppelt werden kann, beträgt 180 MW (davon 70 MW neuer Heißwasserkessel und 110 MW Dampfturbine). Insgesamt werden pro Jahr ca. 520 GWh Fernwärme ausgekoppelt.
Das HKW Nord ist mit fast 300 Tonnen pro Jahr der größte industrielle Stickoxidemittent in Bonn und verursacht damit rund 15 % der Bonner Stickoxidemissionen.